# Джордж Доу
Джордж Доу е английски художник на романтични церемониални портрети от първата третина от XIX век. Автор на 329 портрета на руски генерали.
При пътуване из Европа заедно с херцога на Кент през 1819 г. се среща с руския император Александър I. Императорът му поръчва портрети на руски генерали, участвали във войната с Наполеон.
През по-голямата част от живота си Доу работи в Санкт Петербург, изпълнявайки поръчки за Военната галерия към Зимния дворец.
Провъзгласен за придворен художник на руския император Николай I през 1828 г., но не след дълго заболяването му се влошава и той се завръща в Англия, където умира.